# Titularbistum Lysinia
Lysinia (ital.: Lisinia) ist ein Titularbistum der römisch-katholischen Kirche.
Es geht zurück auf ein frühetes Bistum der gleichnamigen antiken Stadt in der kleinasiatischen Landschaft Pisidien im Südwesten der heutigen Türkei, das der Kirchenprovinz Perge angehörte.
| Titularbischöfe von Lysinia |                                     |                                                       |                   |                   |
| Nr.                         | Name                                | Amt                                                   | von               | bis               |
| 1                           | José Ignacio Márquez y Tóriz        | Weihbischof in Puebla de los Angeles, Puebla (Mexiko) | 26. Mai 1934      | 17. November 1934 |
| 2                           | Raymond Augustine Kearney           | Weihbischof in Brooklyn (USA)                         | 22. Dezember 1934 | 1. Oktober 1956   |
| 3                           | Nicanor Roberto Aguirre Baus        | emeritierter Bischof von Loja (Ecuador)               | 10. Oktober 1956  | 13. August 1977   |
| 4                           | Konrad Walter SAC                   | Weihbischof in Jacarezinho (Brasilien)                | 1. Dezember 1977  | 26. November 1984 |
| 5                           | Murilo Sebastião Ramos Krieger SCJ  | Weihbischof in Florianópolis (Brasilien)              | 16. Februar 1985  | 8. Mai 1991       |
| 6                           | José Antônio Aparecido Tosi Marques | Weihbischof in São Salvador da Bahia (Brasilien)      | 10. Juli 1991     | 13. Januar 1999   |
| 7                           | Tadeusz Pikus                       | Weihbischof in Warschau (Polen)                       | 24. April 1999    | 29. März 2014     |
| 8                           | Theodore Mascarenhas SFX            | Weihbischof in Ranchi (Indien)                        | 9. Juli 2014      | 30. November 2023 |
| 9                           | Justin Alexander Madathiparambil    | Weihbischof in Vijayapuram (Indien)                   | 13. Januar 2024   |                   |